# Merdorp
Merdorp is een dorp in de Belgische provincie Luik en een deelgemeente van de stad Hannuit. Het was een zelfstandige gemeente tot het bij de fusie van 1977 toegevoegd werd aan de gemeente Hannuit.
Merdorp ligt vrij geïsoleerd in het zuidwesten van de gemeente Hannuit. Het is een landbouwdorp in Droog-Haspengouw met vooral akkerbouw (graan- en suikerbietenteelt) en veeteelt.

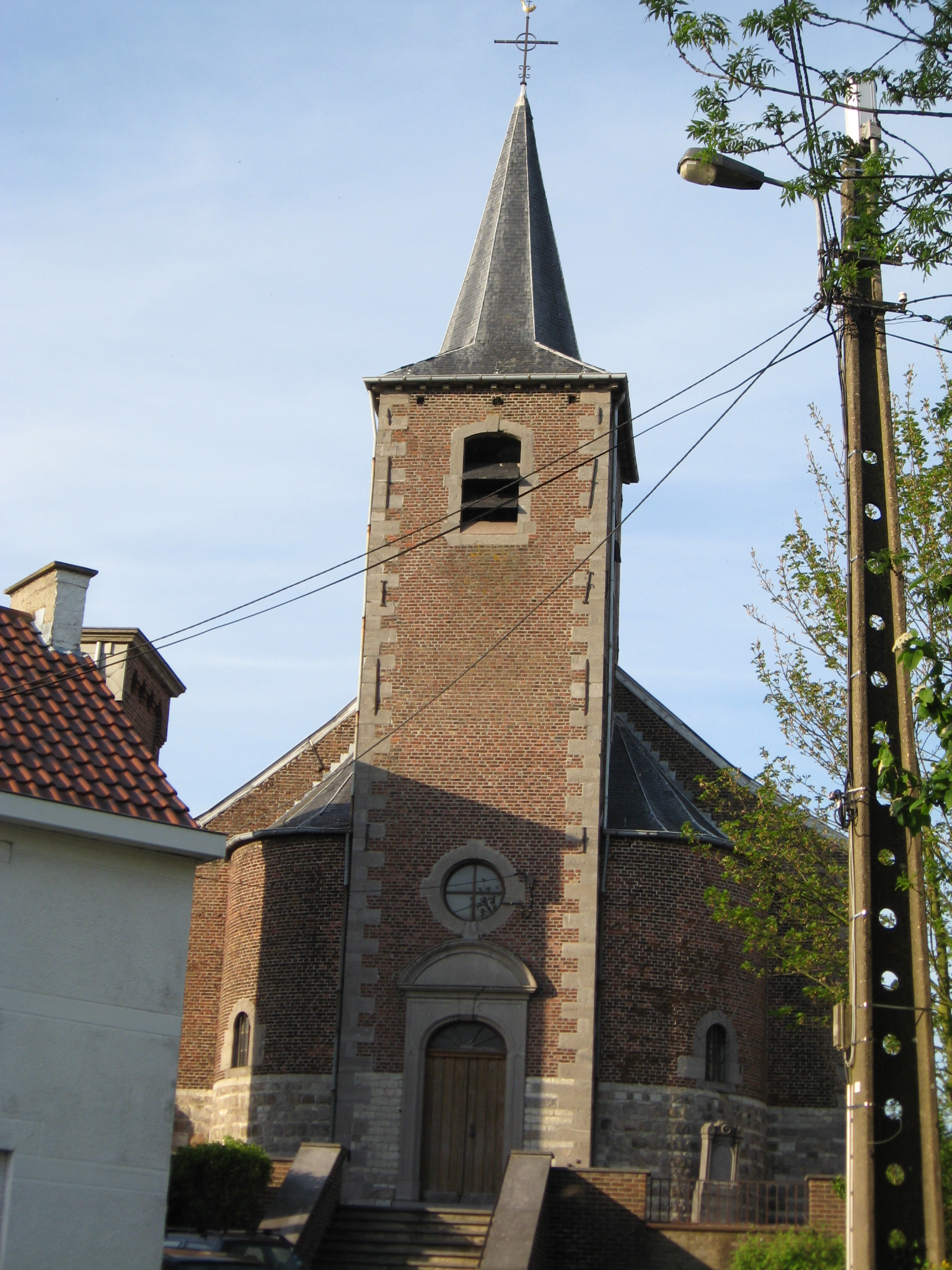
Sint-Remigiuskerk

## Geschiedenis
De naam Merdorp is afkomstig van Meridici Orp of Orp du Midi (Zuid-Orp) wat slaat op de zuidelijke ligging van het dorp ten opzichte van Orp-le-Grand en Orp-le-Petit (Nederlands: Groot- en Klein Adorp).
Merdorp behoorde tot het baljuwschap Wasseiges in het graafschap Namen. Het dorp was in het bezit van het kapittel van de Sint-Janskerk te Luik. De voogdij werd uitgeoefend door de plaatselijke heren.

## Bezienswaardigheden
- De Sint-Remigiuskerk (Église Saint-Remy) is een classicistisch kerkgebouw uit 1766.
- Bij de kerk staan twee monumenten ter ere van de gesneuvelden
- De drie torentjes uit de 18de eeuw van de omheiningsmuur van het Kasteel van Merdorp werden in 1977 beschermd als monument. Op het domein liggen de resten van een oud kasteel.
- De Twee tumuli en hun omgeving in het Bois des Tombes werden in 1985 beschermd als monument en als landschap.
- Het dorp telt nog verscheidene vierkantshoeven waaronder de Ferme Sainte-Colombe, de kasteelhoeve van het dorp die werd verbouwd tot hotel.

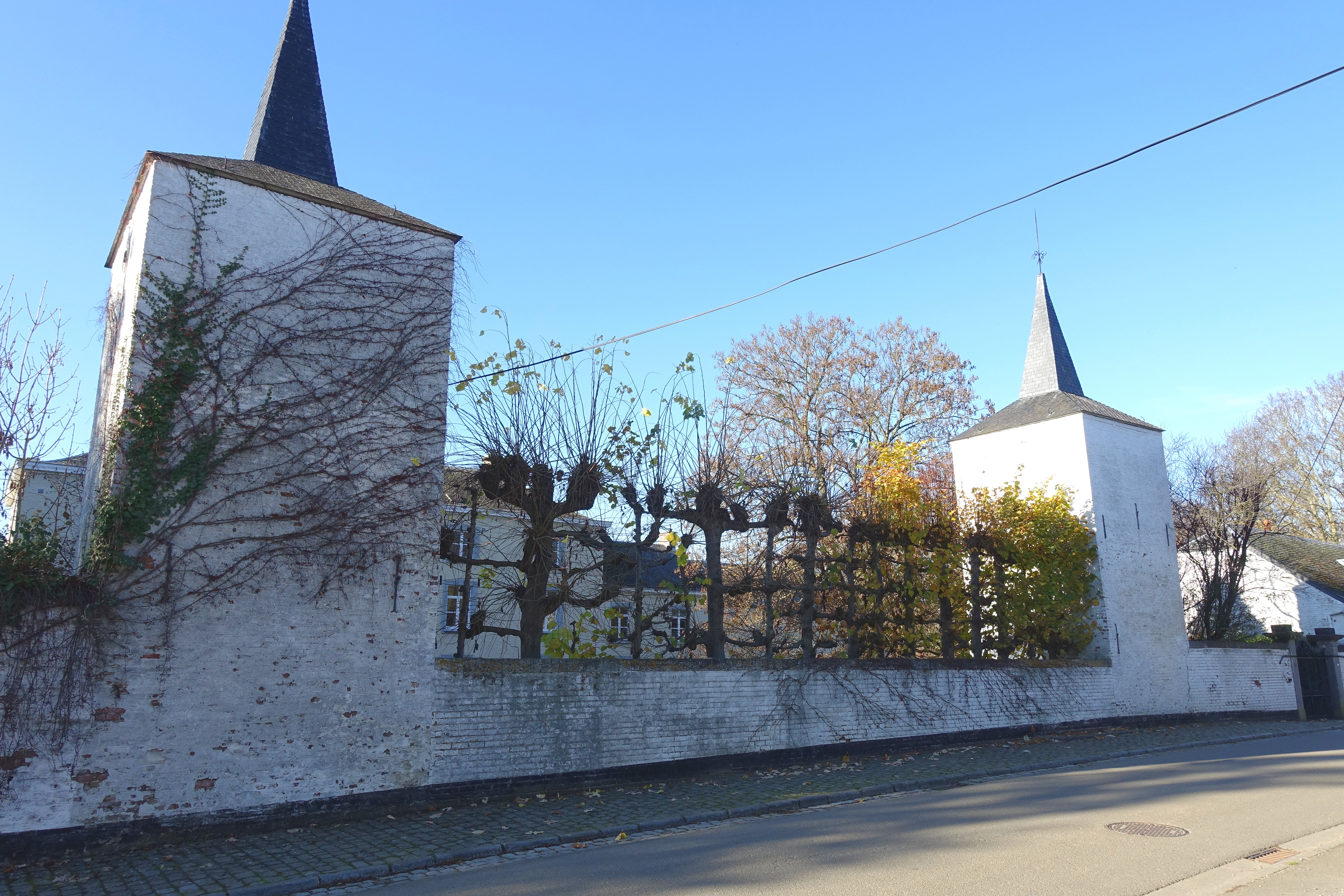
Kasteel van Merdorp
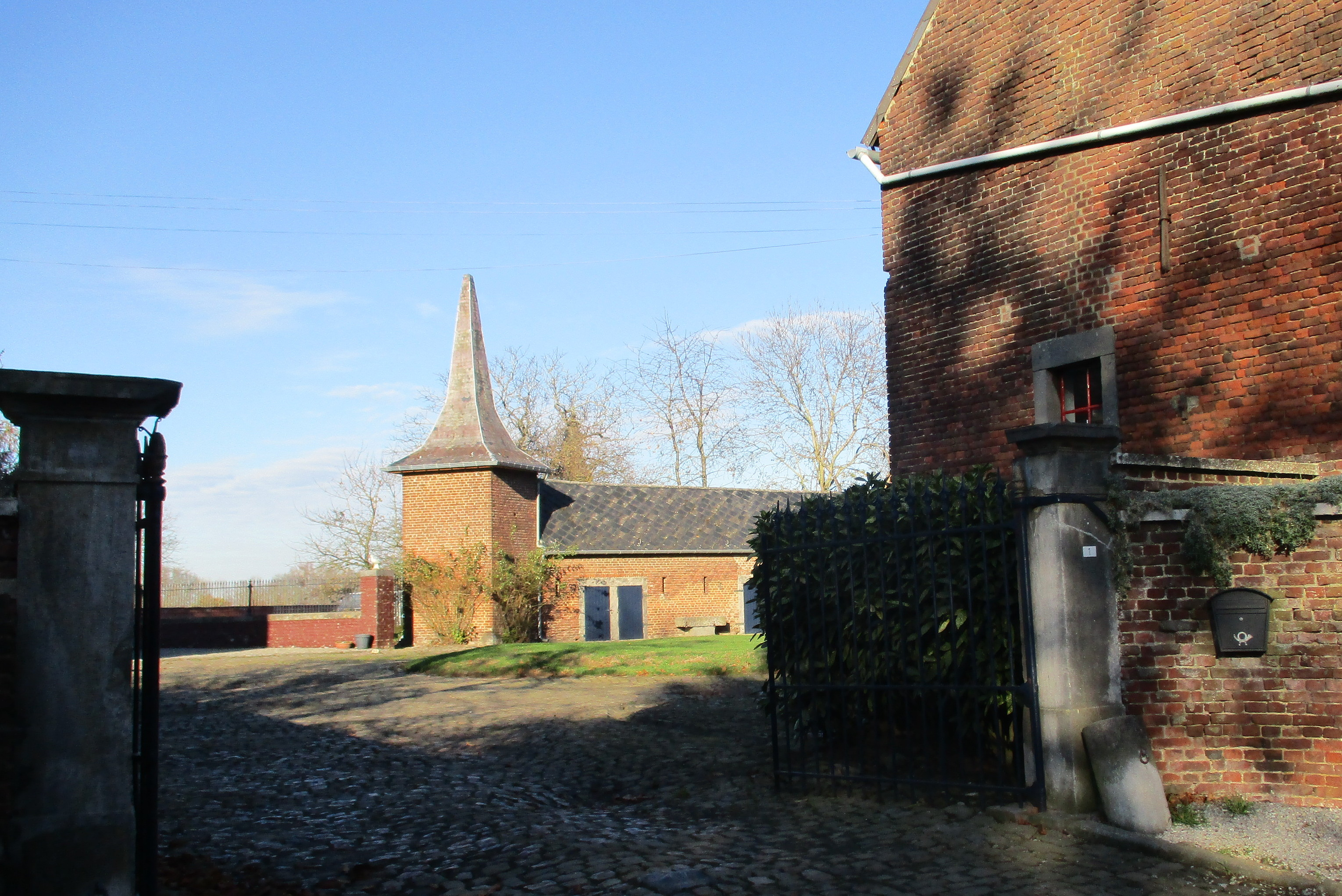
Varkensstallen met toren van Hoeve Dandoy
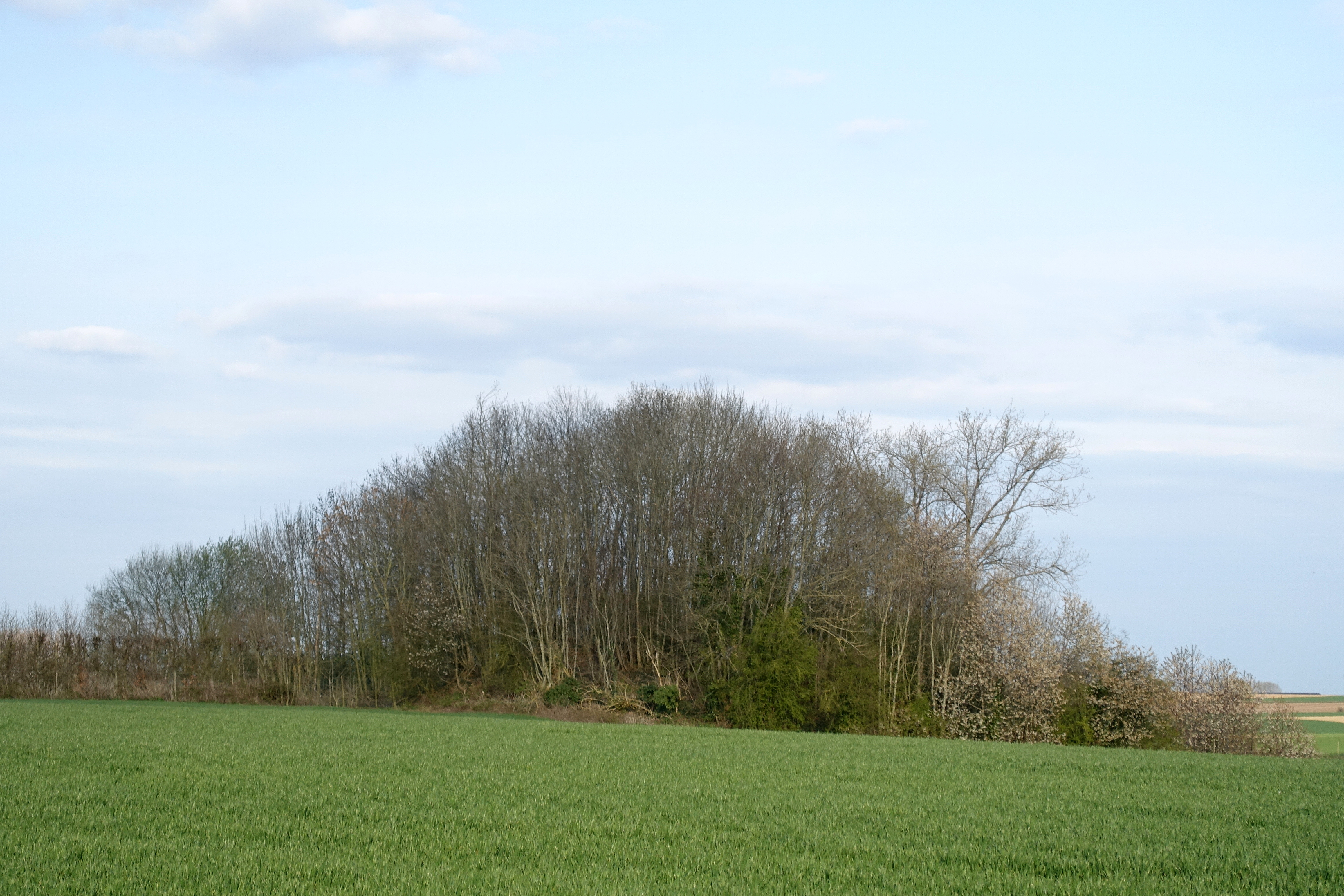
Tumuli van het Bos van de Tombes of Tumuli van Mirteaux

## Natuur en landschap
De hoogte aan de kerk bedraagt 142 meter.

## Demografische ontwikkeling
- Bronnen:NIS, Opm:1831 tot en met 1970=volkstellingen, 1976= inwoneraantal op 31 december

## Nabijgelegen kernen
Wasseiges, Ambresin, Thisnes, Wansin, Jandrenouille
Deelgemeenten: Abolens · Avernas-le-Bauduin · Avin · Bertrée · Blehen · Cras-Avernas · Crehen · Grand-Hallet · Hannuit · Lens-Saint-Remy · Merdorp · Moxhe · Petit-Hallet · Poucet · Thisnes · Truielingen · Villers-le-Peuplier · Wansin

Belgische gemeenten · arrondissement Borgworm · provincie Luik · Wallonië